# 플랜 인터내셔널

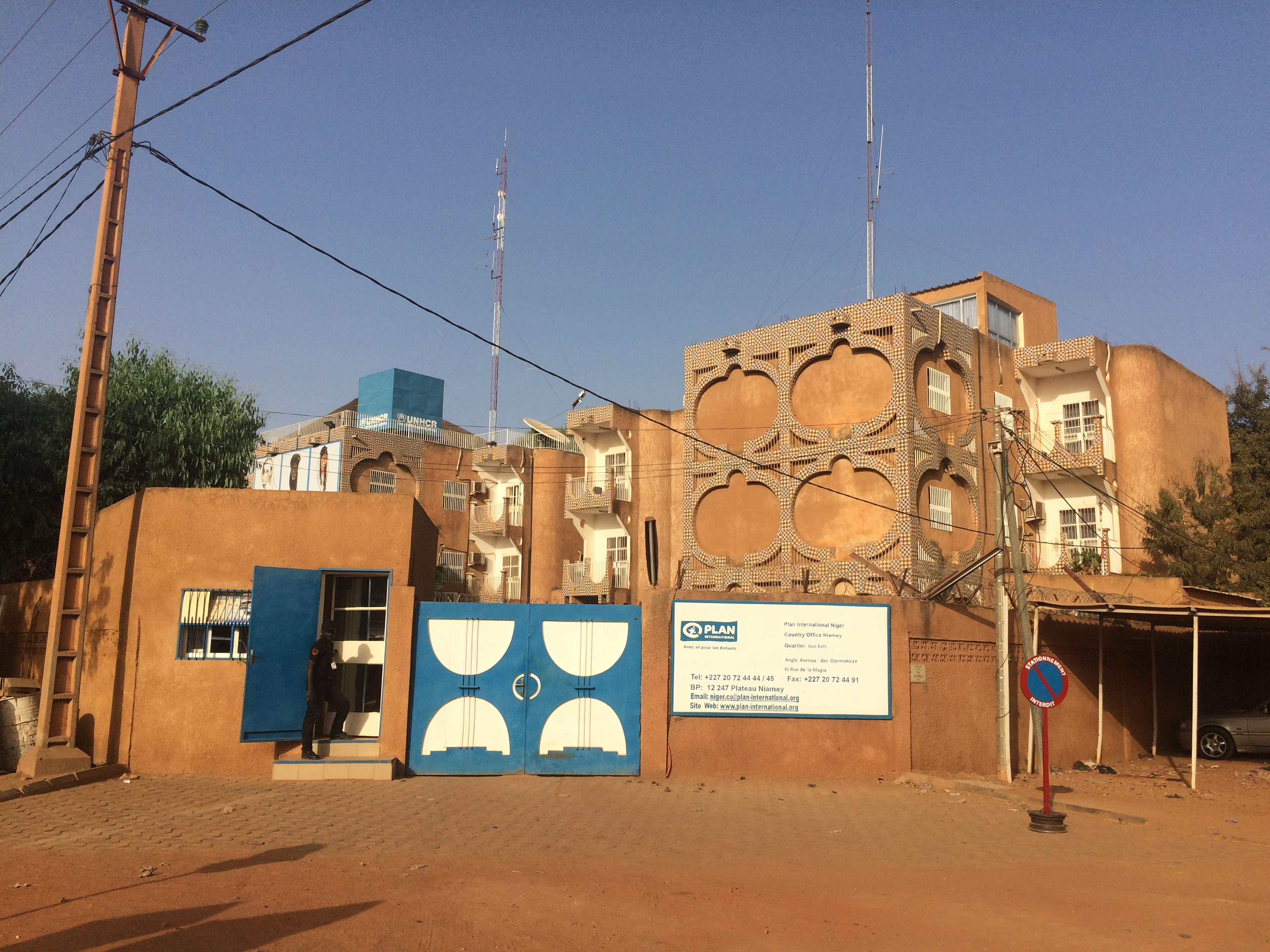

플랜 인터내셔널(Plan International)은 1937년 영국의 저널리스트 존 랭던 데이비스에 의해 설립된 국제 구호기구이다. 이전 명칭은 포스터 페어런츠 플랜 인터내셔널(Foster Parents Plan International) 이었으나, 2002년 국제 NGO임을 선언하면서 명칭을 변경했다. 본부는 영국에 있으며, 현재 대한민국, 일본, 미국 등 21개국이 후원국이며, 수혜국(후원 대상국)은 50개국이다. 대한민국에는 '양친회'라는 이름으로 구호사업을 위해 1953년 처음 들어왔는데, 대한민국은 1979년까지 수혜국으로 있다가 1996년 OECD 가입과 함께 후원국으로 바뀌었다. 특정 종교에 관련되어 있지 않고 정치 이념 및 성향에 있어서 중립적이라는 점이 특징이다.

## 같이 보기
- 아동의 권리에 관한 협약
- 국제 여아의 날